# Jacob Björkegren
Jacob Björkegren, född den 29 december 1752 i Halna socken i Västergötland, död den 14 september 1825, var en svensk biblioteksman, skriftställare och lexikograf.
Björkegren, vars far var kronofogde, blev 1772 student vid Uppsala universitet, ingick 1778 i kommerskollegium och kungliga biblioteket. I det sistnämnda verket befordrades han sex år därefter till ordinarie amanuens. År 1799, då kungliga bibliotekets nya stat fastställdes, blev Björkegren vice bibliotekarie samt fick 1807 fullmakt som kunglig bibliotekarie. 
Jämte sin samvetsgranna och knappt lönade biblioteksverksamhet utövade han ett flitigt författarskap. Så utgav han flera årgångar av Uppfostringssällskapets allmänna tidningar, omarbetade och utgav 7:e upplagan av Tunelds Geografi öfver konungariket Sverige (1793-1794) liksom 4:e till och med 8:e upplagan av Regnérs Första begreppen af de nödvändigaste vetenskaper. 
Bland hans egna arbeten intar Franskt-svenskt lexikon (1784-1786, 2:a upplagan 1795) ett framstående rum. Dessutom skrev Björkegren, merendels anonymt, en stor mängd uppsatser i tidskrifter och tidningar. Björkegrens egendomliga personlighet ("människohataren") och pessimistiska livsåskådning skildras av C.J.L. Almqvist i Jagtslottet.